# Asiadok

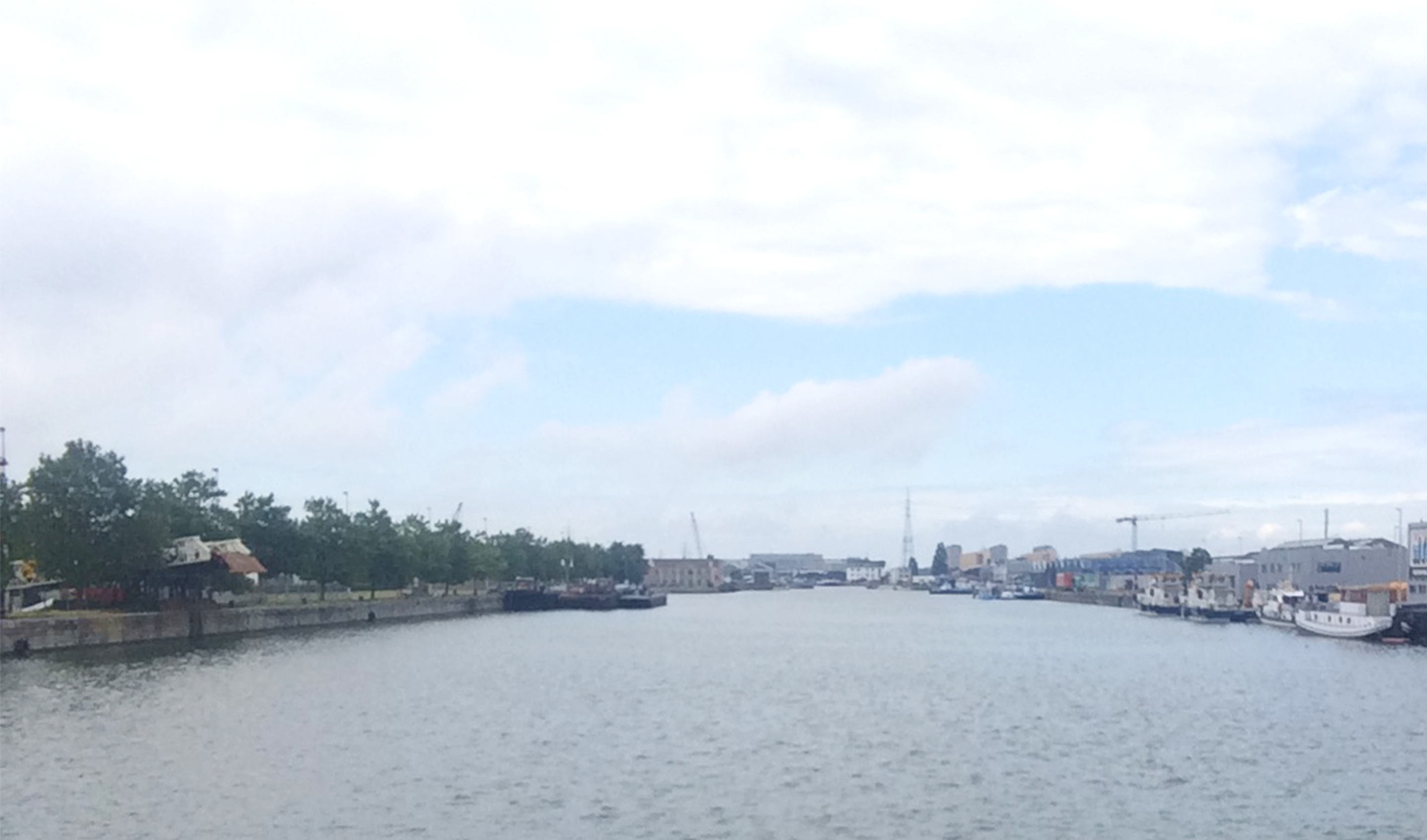
Asiadok te Antwerpen

Het Asiadok ligt in Noord-Antwerpen in een evenwijdige as met het Kempisch dok, namelijk de noord-zuidrichting. Het Asiadok is in 1873 gegraven, tegelijkertijd met het Kempisch dok en is 677,50 meter lang, 102,50 meter breed en 3,33 meter diep. Het ligt in verbinding met het westelijk gelegen Houtdok met de Asiabrug-doorgang van 15 meter breedte, en met het Straatsburgdok. 

## Geschiedenis
Aan deze verbinding lag vroeger de Luikbrug, een wipbrug die thans verdwenen is. Vanaf 24 november 1882 werd het dok officieel Asiadok genoemd. Het Asiadok werd in 1935 noordwaarts verder verlengd (100 meter) tot het Straatsburgdok. De kanaalsluis nº 17 (in de volksmond "Nonkel Saske") werd gedempt (huidige IJzerlaan), wegens ingebruikname van het Albertkanaal. Op de voormalige plaats van het bedieningshuis van deze verdwenen kanaalsluis nº 17, staat het etablissement "Bonten Os" met een zijdakterras. Aan de overzijde lag een garagecomplex van motoren en Lada, deze gebouwen werden in 2017 afgebroken en er kwamen flats in de plaats. Daarachter lag vroeger het Oude Lo(o)broekdok, dat thans gedempt is. Men ziet aan de bijna nieuwbouw, de speelpleinen en open ruimtes van die wijk, waar vroeger een dok was gelegen. Het is de bedoeling deze oude sluis te heropenen en de Schijn vanaf de Schijnpoort via het Lobroekdok in het Asiadok te laten vloeien. In 2015 werd met de werken hiervoor gestart.

## Beschrijving van het dok
Aan de oostkade, Asiadok-Oostkaai, vanaf nummer 28C tot 29D, staan de magazijnen, de vroegere "beestenstallen", van verschillende firma's. De vroegere genoemde "beestenstallen" of quarantainestallen waren hangars waar sinds 1870 runderen, paarden, schapen en andere hoefdieren werden ingescheept en verscheept naar andere bestemmingen. Deze "beestenstallen liggen langs de drukke Noorderlaan met daarachter de autokeuring Antwerpen Noorderlaan en een grote GM-garage en autodealer. Aan de zuidkade, Asiadok-Zuidkaai is de scheepsherstelling en -afbraak. Aan de westkade, Asiadok-Westkaai staan eveneens hangars en magazijnen en open hangars om goederen te drogen, zoals opeengestapelde planken hout.
Nabij de voormalige Luikbrug en aan de geulversmalling naar het Straatsburgdok-Albertkanaal liggen enkele oudere pleziervaartuigen. Verder in het dok ligt natuurlijk binnenvaart op ligdagen op een vrachtreis.
Op de Antwerpse rechteroever van de Schelde:
Albertdok · Amerikadok · Asiadok · Bevrijdingsdok · Bonapartedok · Churchilldok · Derde Havendok · Eerste Havendok · Graandok · Hansadok · Houtdok · Industriedok · Kanaaldok · 
Kattendijkdok · Kempisch dok · Kooldok · Leopolddok · Lobroekdok · Margueriedok · Marshalldok · Noordschippersdok · Petroleumdok · Sasdok · Schippersdok · Schuildok voor Lichters · Siberiadok · Steendok · Straatsburgdok · Suezdok · Tweede Havendok · Verbindingsdok · Vierde Havendok · Vijfde Havendok · Willemdok · Zesde Havendok · Zuiderdokken
Op de Oost-Vlaamse linkeroever van de Schelde:
Deurganckdok · Doeldok · Noordelijk Insteekdok · Saeftinghedok · Verrebroekdok · Vrasenedok · Waaslandkanaal · Zuidelijk Insteekdok